# Jaume Cirera Prim
Jaume Cirera Prim (Vic, 1907 - Palma, 1989) va ser un químic, genealogista i bibliòfil d'origen català instal·lat a Mallorca.
Titulat a l'Escola Tècnica de Terrassa (1930) i diplomat en genealogia i heràldica pel Consell Superior d'Investigacions Científiques (1968), residí a Mallorca des del 1931, quan la seva família passà a tenir, per ascendència paterna, la representació de les cases i llinatges dels Mas del Pla del Rei, Roig de Lluís, Serra-Poquet i Serra-Goiet. El juny de 1936 signà la Resposta als Catalans. Va ser membre de la junta directiva de la Societat Arqueològica Lul·liana i tresorer de l'Estudi General Lul·lià. Va ser membre fundador de la Unió de la Noblesa de l'Antic Regne de Mallorca (1955) i de l'Acadèmia Mallorquina d'estudis Genealògics, entitat que presidí (1986-89). Formà un arxiu i biblioteca molt complet en l'àmbit genealògic. Col·laborà en el Bolletí de la Societat Arqueològica Lul·liana.